# لوك ميشيل
لوك ميشيل هو ناشط سياسي بلجيكي، ولد في 1958.